# Tra le onde del lago incantato
Tra le onde del lago incantato (Happy Ness: Secret of the Loch) è una serie televisiva a cartoni animati prodotta da A.G.E., AB Productions e Centre National De La Cinematographie.

## Personaggi
- Anna
- Andrea
- Alvise
- Sir Price
- Felicianess
- Perfidianes